# 6-Stunden-Rennen von Watkins Glen 1981
Das 6-Stunden-Rennen von Watkins Glen 1981, auch Glen Six Hours of Endurance, Budweiser/SCCA Can-Am, Robert Bosch/VW Super Vee (14th Annual Glen Six Hours of Endurance), Watkins Glen Grand Prix Circuit, fand am 12. Juli in Watkins Glen statt und war der elfte Wertungslauf der Sportwagen-Weltmeisterschaft dieses Jahres.

## Das Rennen
Der elfte Wertungslauf der Sportwagen-Weltmeisterschaft 1981 endete nach 940 gefahrenen Kilometern mit einem Doppelsieg der Werksmannschaft von Lancia. Riccardo Patrese und Michele Alboreto siegten auf ihrem Lancia Beta Montecarlo vor den Markenkollegen Andrea de Cesaris und Henri Pescarolo. Dritter wurde Bob Garretson, der sich das Cockpit eines Porsche 935K3 mit den beiden mehrfachen Indianapolis-500-Siegern Rick Mears und Johnny Rutherford teilte.

## Ergebnisse

### Schlussklassement
| 1               | Gruppe 5 | 1  | Martini Racing                         | Riccardo Patrese Michele Alboreto             | Lancia Beta Montecarlo  | 173 |
| 2               | Gruppe   | 5  | Martini Racing                         | Andrea de Cesaris Henri Pescarolo             | Lancia Beta Montecarlo  | 171 |
| 3               | Gruppe 5 | 9  | Garretson Racing                       | Rick Mears Bob Garretson Johnny Rutherford    | Porsche 935K3           | 168 |
| 4               | Gruppe 5 | 11 | John Fitzpatrick Racing                | John Fitzpatrick Jim Busby                    | Porsche 935K3/80        | 160 |
| 5               | Gruppe 5 | 22 | Marty Hinze Racing                     | Marty Hinze Dale Whittington Preston Henn     | Porsche 935K3           | 157 |
| 6               | Gruppe 5 | 30 | Momo Accessories Inc.                  | Giampiero Moretti Bobby Rahal                 | Porsche 935/78-81       | 157 |
| 7               | GTO      | 91 | Electrodyne Inc.                       | Chester Vincentz Lance Van Every John Wood    | Porsche 934             | 156 |
| 8               | Gruppe 5 | 43 | Bob Akin Motor Racing Inc.             | Bob Akin Craig Siebert Vivian Candy           | Porsche 935K3/80        | 146 |
| 9               | GTO      | 13 | Southard Motor Racing                  | Steve Southard Mark Altman Gary Altman        | Porsche 911 Carrera     | 146 |
| 10              | GTO      | 26 | Roe Selby Racing                       | Tom Selby Earl Roe                            | Porsche 911SC           | 138 |
| Disqualifiziert |          |    |                                        |                                               |                         |     |
| 11              | GTU      | 3  | Hallett Motor Racing Circuit           | Anatoly Arutunoff José Marina                 | Lancia Stratos HF       | 16  |
| 12              | GTU      | 23 | Stephen Lax Racing                     | Stephen Lax Herman Lausberg                   | Porsche 911             | 12  |
| Ausgefallen     |          |    |                                        |                                               |                         |     |
| 13              | AAGT     | 44 | Stratagraph Inc.                       | Billy Hagan Bill Cooper                       | Chevrolet Camaro        | 137 |
| 14              | GTO      | 10 | Tom Frank                              | Tom Frank Dave Heinz                          | Chevrolet Camaro        | 135 |
| 15              | GTU      | 47 | Loud Car Racing                        | Jim Mullen Walt Bohren                        | Mazda RX-7              | 127 |
| 16              | Gruppe 5 | 2  | BMW Motorsports GmbH BMW North America | David Hobbs Marc Surer                        | BMW M1                  | 113 |
| 17              | Gruppe 5 | 4  | Martini Racing                         | Piercarlo Ghinzani Beppe Gabbiani             | Lancia Beta Montecarlo  | 109 |
| 18              | Gruppe 5 | 0  | Interscope IMSA Racing Inc.            | Bill Whittington Ted Field                    | Porsche 935K3/80        | 95  |
| 19              | Gruppe 5 | 86 | Bayside Disposal Racing                | Hurley Haywood Bruce Leven                    | Porsche 935K3           | 80  |
| 20              | Gruppe 5 | 7  | Heimrath Racing                        | Ludwig Heimrath senior Ludwig Heimrath junior | Porsche 935/80          | 64  |
| 21              | GTP      | 60 | Banco Occidental Ultramar Team Lola    | Emilio de Villota Guy Edwards                 | Lola T600               | 57  |
| 22              | GTU      | 21 | Alps Restoration Inc.                  | Peter Aschenbrenner Tom Moennick              | Porsche 914/6           | 27  |
| 23              | GTO      | 79 | Promotion Ltd. Whitehall Capital       | Tom Winters Bob Bergstrom                     | Porsche 924 Carrera GTR | 23  |
| 24              | Gruppe 5 | 18 | JLP Racing                             | John Paul junior John Paul senior             | Porsche 935JLP-3        | 19  |
| 25              | GTO      | 33 | Toyota Village                         | Werner Frank Rudy Bartling                    | Porsche 934             | 9   |
| 26              | GTO      | 74 |                                        | George Hulse Bob Speakman                     | Porsche 911             | 8   |
| 27              | GTO      | 36 | Herman and Miller Porsche-Audi         | Paul Miller Kenper Miller                     | Porsche 924 Carrera GTR | 4   |
| 28              | Gruppe 5 | 95 | EMKA Productions                       | Derek Bell Steve O’Rourke                     | BMW M1                  | 3   |
| 29              | GTO      | 90 | Rynone Industries                      | Dave Kicask Thomas Rynone                     | Chevrolet Corvette      | 1   |
| 30              | GTO      | 12 | David Jones                            | David Jones Ted Sullivan                      | Chevrolet Corvette      | 1   |
| Nicht gestartet |          |    |                                        |                                               |                         |     |
| 31              | GTO      | 93 | Little Foreign Car Shop Inc.           | Michael Oleyar Bill Craine Kerry Hitt         | Chevrolet Corvette      | 1   |
| 32              | GTO      | 98 | Tom Frank                              | Tom Frank Dave Heinz                          | Chevrolet Corvette      | 2   |

### Nur in der Meldeliste
Hier finden sich Teams, Fahrer und Fahrzeuge, die ursprünglich für das Rennen gemeldet waren, aber aus den unterschiedlichsten Gründen daran nicht teilnahmen.
| Pos. | Klasse   | Nr. | Team                                   | Fahrer                       | Chassis                |
| ---- | -------- | --- | -------------------------------------- | ---------------------------- | ---------------------- |
| 33   | Gruppe 5 | 00  | Interscope IMSA Racing Inc.            | Ted Field Bill Whittington   | Porsche 935K3/80       |
| 34   | Gruppe 5 | 8   | JLP Racing                             | John Paul junior John Paul   | Porsche 935JLP-2       |
| 35   | GTP      | 2   | BMW North America                      | David Hobbs Marc Surer       | BMW M-1/C              |
| 36   | Gruppe 5 | 6   | Jolly Club                             | Giorgio Pianta Giorgio Schön | Lancia Beta Montecarlo |
| 37   | GTO      | 19  | Spirit of American Racing              | Kerry Hitt Orlon Rice        | Chevrolet Corvette 427 |
| 38   | GTO      | 64  | Auto Barn Endurance Racing Enterprises | Bob Baechle Craig Carter     | Chevrolet Corvette     |

### Klassensieger
| Klasse   | Fahrer                  | Fahrer           | Fahrer    | Fahrzeug               | Platzierung im Gesamtklassement |
| -------- | ----------------------- | ---------------- | --------- | ---------------------- | ------------------------------- |
| Gruppe 5 | Riccardo Patrese        | Michele Alboreto |           | Lancia Beta Montecarlo | Gesamtsieg                      |
| GTP      | kein Teilnehmer im Ziel |                  |           |                        |                                 |
| AAGT     | kein Teilnehmer im Ziel |                  |           |                        |                                 |
| GTO      | Chester Vincentz        | Lance Van Every  | John Wood | Porsche 934            | Rang 7                          |
| GTU      | kein Teilnehmer im Ziel |                  |           |                        |                                 |

### Renndaten
- Gemeldet: 38
- Gestartet: 30
- Gewertet: 10
- Rennklassen: 5
- Zuschauer: unbekannt
- Wetter am Renntag: heiß und trocken
- Streckenlänge: 5,435 km
- Fahrzeit des Siegerteams: 6:00:28,053 Stunden
- Gesamtrunden des Siegerteams: 173
- Gesamtdistanz des Siegerteams: 940,213 km
- Siegerschnitt: 156,499 km/h
- Pole Position: Bill Whittington – Porsche 935K3/80 (#0) – 1.48.583 – 180,185 km/h
- Schnellste Rennrunde: John Paul junior – Porsche 935JLP-2 (#18) – 1.52.831 – 173,402 km/h
- Rennserie: 11. Lauf zur Sportwagen-Weltmeisterschaft 1981